# Coupe du monde de triathlon 1994
Navigation
Édition précédente Édition suivante
La coupe du monde de triathlon 1994 est composée de 10 courses organisées par la Fédération internationale de triathlon (ITU). Chacune des courses est disputée au format olympique soit 1500 m de natation, 40 km de cyclisme et 10 km de course à pied.

## Étapes de l'épreuve
| Date         | Lieu          | Format | Homme            | Femme           |
| ------------ | ------------- | ------ | ---------------- | --------------- |
| 29 mai       | Amakusa       | M      | Wesley Hobson    | Rina Bradshaw   |
| 5 juin       | Osaka         | M      | Brad Beven       | Rina Bradshaw   |
| 19 juin      | Nendaz        | M      | Hamish Carter    | Sabine Westhoff |
| 10 juillet   | Whistler      | M      | Andrew MacMartin | Sabine Westhoff |
| 7 août       | Cleveland     | M      | Brad Beven       | Karen Smyers    |
| 14 août      | Wilkes-Barre  | M      | Brad Beven       | Erin Baker      |
| 17 septembre | Ilhéus        | M      | Oscar Galíndez   | Gail Laurence   |
| 25 septembre | Gerardmer     | M      | Brad Beven       | Jenny Rose      |
| 2 octobre    | San Sebastian | M      | Brad Beven       | Jenny Rose      |
| 30 octobre   | Ixtapa        | M      | Brad Beven       | Jenny Rose      |

## Par nation
| Rang | Nation           | Victoires |
| ---- | ---------------- | --------- |
| 1    | Australie        | 8         |
| 2    | Nouvelle-Zélande | 5         |
| 3    | États-Unis       | 3         |
| 4    | Allemagne        | 2         |
| 5    | Argentine        | 1         |
| 5    | Canada           | 1         |

## Classements généraux
| Rang               | Nom                  |
| ------------------ | -------------------- |
| Médaille d'or      | Brad Beven           |
| Médaille d'argent  | Andrew MacMartin     |
| Médaille de bronze | Philippe Fattori     |
| 4                  | Wesley Hobson        |
| 5                  | Christoph Mauch      |
| 6                  | Markus Keller        |
| 7                  | Hamish Carter        |
| 8                  | Jean-Claude Guichard |
| 9                  | Mark Bates           |
| 10                 | Nate Llerandi        |

| Rang               | Nom              |
| ------------------ | ---------------- |
| Médaille d'or      | Jenny Rose       |
| Médaille d'argent  | Gail Laurence    |
| Médaille de bronze | Sabine Westhoff  |
| 4                  | Katie Webb       |
| 5                  | Janet Hatfield   |
| 6                  | Marci Cantu      |
| 7                  | Rina Bradshaw    |
| 8                  | Melissa Mantak   |
| 9                  | Isabelle Mouthon |
| 10                 | Martha Sorenson  |